# 존 싱어 사전트
존 싱어 사전트(영어: John Singer Sargent, 1856년 1월 12일 ~ 1925년 4월 14일)는 부유한 미국 가정에서 태어난 초상화가로 상류사회를 주로 그렸다. 그는 개인미술교육을 받았고, 이를 통해 유럽미술을 접했다. 스페인 화가 벨라스케스에 영향을 받았다. 대표작 '마담 X'가 있다.

## 마담X
1884년 파리의 살롱에 출품한 '마담 X "라는 초상화 (뉴욕 메트로폴리탄 미술관 소장)는 섬세하고도 에로틱한 상류사회 한 부인의 초상화로 전시회에서 큰 충격을 주었다. 사람들은 검은 옷과 마치 시체와 같은 하얀 피부, 흘러내린 어깨 끈(그림이 너무 선정적이라는 비판에 사전트가 훗날 덧칠해서 어깨 끈의 위치를 수정했다고 한다)의 에로틱이 혼용된 그림에서 죽음과 퇴폐를 읽었다. 데보라 데이비스는 이 그림을 모티브로 〈흘러내린 끈〉이라는 책을 썼는데 이 그림의 모델인 아멜리가 1880년대 프랑스의 정치적 실세였던 레옹 강베타, 수에즈 운하를 계획한 페르디낭 드 레셉스, 그리고 산부인과 의사로 명성을 날린 사무엘 장 포지와 연인 관계였다고 밝혔다. 특히 산부인과 의사였던 포지는 유명한 바람둥이였으며 또 포지의 초상화 역시 사전트가 그려줬기 때문에 세간의 의심을 샀다. "마담 X"는 숱한 스캔들을 만들어, 사전트는 어쩔 수 없이 런던으로 떠날 수밖에 없었고, 그곳에서 그는 생을 마감했다.

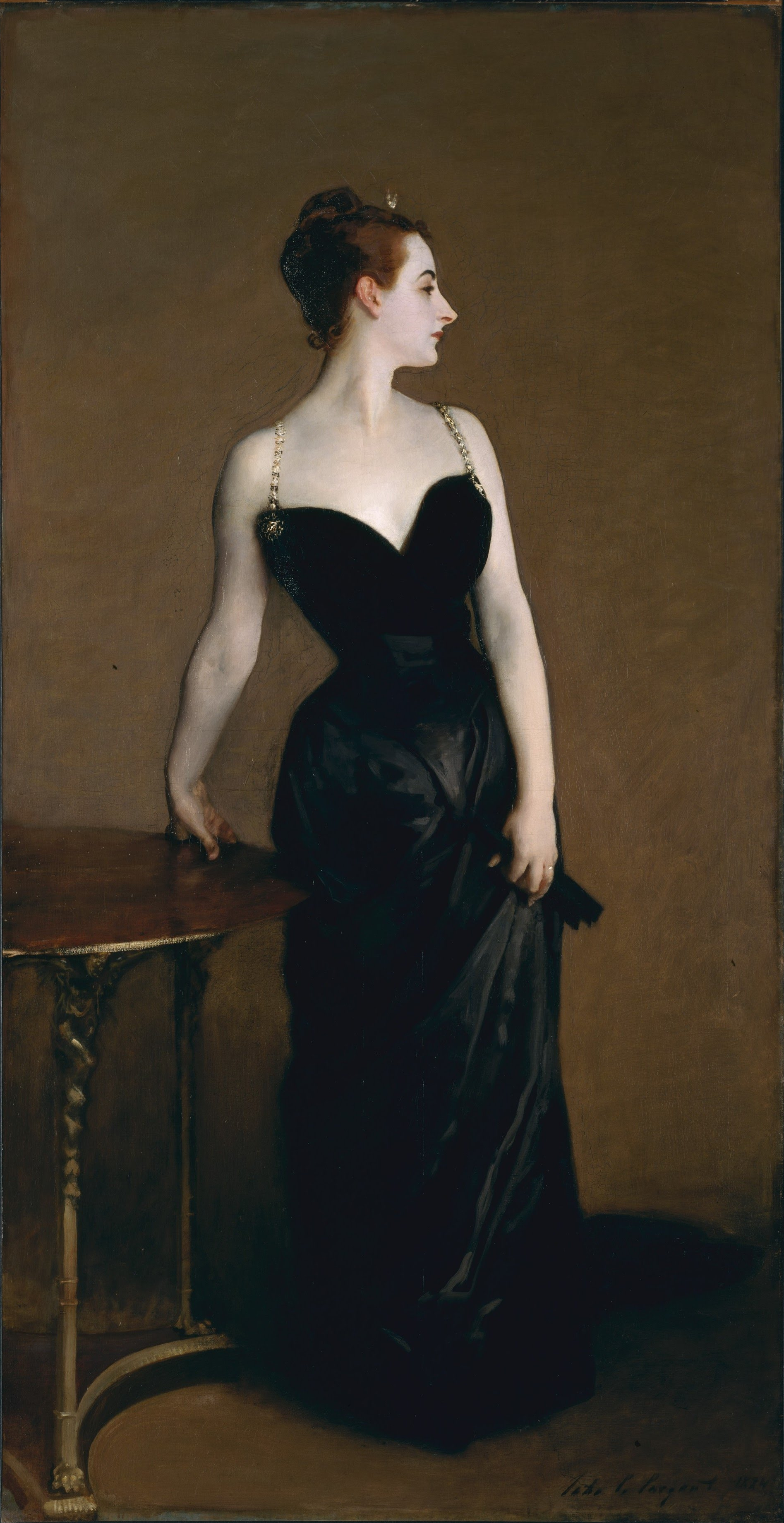
John Singer Sargent in his studio with 마담X의 초상, c. 1885